# ميمون ماحي
ميمون ماحي (بالهولندية: Mimoun Mahi)‏ (مواليد 13 مارس 1994 في لاهاي، هولندا) هو لاعب كرة قدم مغربي هولندي، يلعب مهاجماُ في نادي غرونينغن بالدوري الهولندي.
ماحي ولد بهولندا لأبوين من أصل مغربي ريفي من مدينة زايو.

## ألقاب

### أندية
نادي غرونينغن
- كأس هولندا (1): 2014–15

## روابط خارجية
- ميمون ماحي على موقع قاعدة بيانات كرة القدم.إي يو (الإنجليزية)
- ميمون ماحي على موقع Soccerway.com (الإنجليزية)
- ميمون ماحي على موقع عالم كرة القدم.نت (الإنجليزية)
- ميمون ماحي على موقع AS.com (الإسبانية)

- Voetbal International profile (بالهولندية)
- Netherlands profile at OnsOranje